# Lega Pro Prima Divisione 2011/2012
Soutěžní ročník Lega Pro Prima Divisione 2011/12 byl 34. ročník třetí nejvyšší italské fotbalové ligy. Soutěž začala 4. září 2011 a skončila 10. června 2012. Účastnilo se jí celkem 36 týmů rozdělené do dvou skupin po 18 mužstev. Z každé skupiny postoupil vítěz přímo do druhé ligy, druhý postupující se probojoval přes play off.
Pro následující sezonu nebyly přijaty tyto kluby:
- Ravenna Calcio: v minulé sezóně se umístil na 13. místě ve skupině A, kvůli finančním problémům hrál v nižší lize.
- Salerno Calcio: v minulé sezóně se umístil na 3. místě ve skupině A, kvůli finančním problémům hrál v nižší lize.
- Atletico Řím FC: v minulé sezóně se umístil na 3. místě ve skupině B, kvůli finančním problémům přestal klub existovat.
- ASD FC Lucca 2011: v minulé sezóně se umístil na 7. místě ve skupině B, kvůli finančním problémům hrál v regionální lize.
- Gela Calcio: v minulé sezóně se umístil na 12. místě ve skupině B, kvůli finančním problémům hrál v Terza Categoria (nejnižší regionální liga).

Sezóna byla silně ovlivněna rozhodnutím týkající korupčního skandálu z minulé sezony.
Z nižší ligy postoupili ještě navíc kluby FC Pro Vercelli 1892, AC Prato a AS Avellino 1912. Kluby AC Monza Brianza 1912, Ternana Calcio a FC Südtirol které měli v minulé sezoně sestoupit, byly ponechány v soutěži.

## Skupina A
| Poř. | Tým                   | Z  | V  | R  | P  | VG | OG | B  |
| ---- | --------------------- | -- | -- | -- | -- | -- | -- | -- |
| 1.   | Ternana Calcio        | 34 | 17 | 14 | 3  | 40 | 19 | 65 |
| 2.   | Taranto Sport 2       | 34 | 19 | 13 | 2  | 41 | 16 | 63 |
| 3.   | Carpi FC 1909         | 34 | 17 | 10 | 7  | 46 | 26 | 61 |
| 4.   | Sorrento Calcio 5     | 34 | 16 | 12 | 6  | 43 | 26 | 58 |
| 5.   | FC Pro Vercelli 1892  | 34 | 15 | 12 | 7  | 40 | 19 | 57 |
| 6.   | Benevento Calcio 5    | 34 | 17 | 7  | 10 | 46 | 34 | 56 |
| 7.   | AC Pisa 1909          | 34 | 11 | 13 | 10 | 37 | 35 | 46 |
| 8.   | AC Lumezzane          | 34 | 12 | 7  | 15 | 28 | 35 | 43 |
| 9.   | AC Reggiana 1919 5    | 34 | 12 | 7  | 15 | 28 | 35 | 41 |
| 10.  | AS Avellino 1912      | 34 | 11 | 7  | 16 | 39 | 46 | 40 |
| 11.  | US Foggia 3           | 34 | 11 | 9  | 14 | 33 | 38 | 38 |
| 12.  | Tritium Calcio 1908   | 34 | 9  | 10 | 15 | 26 | 40 | 37 |
| 13.  | Calcio Como 4         | 34 | 10 | 9  | 15 | 26 | 40 | 36 |
| 14.  | FC Esperia Viareggio  | 34 | 10 | 6  | 18 | 31 | 47 | 36 |
| 15.  | SPAL 1907 1           | 34 | 11 | 9  | 14 | 32 | 36 | 34 |
| 16.  | AC Pavia              | 34 | 7  | 12 | 15 | 37 | 50 | 33 |
| 17.  | AC Monza Brianza 1912 | 34 | 7  | 12 | 15 | 27 | 42 | 33 |
| 18.  | AS Foligno 4          | 34 | 6  | 7  | 21 | 24 | 47 | 22 |

Poznámky
- Z = Odehrané zápasy; V = Vítězství; R = Remízy; P = Prohry; VG = Vstřelené góly; OG = Obdržené góly; B = Body
- za výhru 3 body, za remízu 1 bod, za prohru 0 bodů.
- 1  SPAL 1907 bylo odečteno 8 bodů.
- 2  Taranto Sport bylo odečteno 7 bodů.
- 3  US Foggia byly odečteny 4 body.
- 4  Calcio Como a AS Foligno byly odečteny 3 body.
- 5  Sorrento Calcio, Benevento Calcio a AC Reggiana 1919 byly odečteny 2 body.

|  | Přímý postup do Serie B 2012/13                    |
|  | Play off                                           |
|  | Play out                                           |
|  | Přímý sestup do Lega Pro Seconda Divisione 2012/13 |

### Play off
Boj o postupující místo do Serie B.

#### Semifinále
FC Pro Vercelli 1892 – Taranto Sport 2:1, 0:0

Sorrento Calcio – Carpi FC 1909 0:1, 1:0

#### Finále
FC Pro Vercelli 1892 – Carpi FC 1909 0:0, 3:1
Postup do Serie B 2012/13 vyhrál tým FC Pro Vercelli 1892.

### Play out
Boj o udržení v Lega Pro Prima Divisione.
AC Monza Brianza 1912 – FC Esperia Viareggio 0:1, 1:4

AC Pavia – SPAL 1907 0:0, 2:0
Sestup do Lega Pro Seconda Divisione 2012/13 měli kluby AC Monza Brianza 1912 a SPAL 1907

## Skupina B
| Poř. | Tým                           | Z  | V  | R  | P  | VG | OG | B  |
| ---- | ----------------------------- | -- | -- | -- | -- | -- | -- | -- |
| 1.   | Spezia Calcio                 | 34 | 17 | 11 | 6  | 48 | 29 | 62 |
| 2.   | Trapani Calcio                | 34 | 17 | 9  | 8  | 57 | 42 | 60 |
| 3.   | AS Siracusa 3                 | 34 | 18 | 9  | 7  | 46 | 31 | 58 |
| 4.   | SS Virtus Lanciano 1924       | 34 | 15 | 9  | 10 | 40 | 35 | 54 |
| 5.   | US Cremonese 2                | 34 | 15 | 10 | 9  | 40 | 35 | 49 |
| 6.   | AS Barletta Calcio 4          | 34 | 12 | 13 | 9  | 43 | 38 | 48 |
| 7.   | FC Südtirol                   | 34 | 11 | 13 | 10 | 39 | 34 | 46 |
| 8.   | Frosinone Calcio              | 34 | 13 | 6  | 15 | 40 | 41 | 45 |
| 9.   | Carrarese Calcio 1908         | 34 | 11 | 12 | 11 | 43 | 39 | 45 |
| 10.  | Portogruaro Calcio ASD        | 34 | 10 | 12 | 12 | 41 | 45 | 42 |
| 11.  | US Pergocrema 1932 3          | 34 | 12 | 9  | 13 | 33 | 46 | 40 |
| 12.  | AS Andria BAT                 | 34 | 9  | 12 | 13 | 37 | 38 | 39 |
| 13.  | Feralpisalò                   | 34 | 9  | 11 | 14 | 26 | 37 | 38 |
| 14.  | AC Prato                      | 34 | 8  | 11 | 15 | 36 | 44 | 35 |
| 15.  | US Triestina Calcio           | 34 | 9  | 8  | 17 | 43 | 55 | 35 |
| 16.  | US Latina Calcio              | 34 | 8  | 11 | 15 | 37 | 45 | 35 |
| 17.  | Piacenza FC 1                 | 34 | 10 | 13 | 11 | 41 | 49 | 34 |
| 18.  | Bassano Virtus 55 Soccer Team | 34 | 7  | 11 | 16 | 29 | 48 | 32 |

Poznámky
- Z = Odehrané zápasy; V = Vítězství; R = Remízy; P = Prohry; VG = Vstřelené góly; OG = Obdržené góly; B = Body
- za výhru 3 body, za remízu 1 bod, za prohru 0 bodů.
- 1  Piacenza FC bylo jim odečteno 9 bodů.
- 2  US Cremonese bylo jim odečteno 6 bodů.
- 3  AS Siracusa a US Pergocrema 1932 bylo jim odečteno 5 bodů.
- 4  AS Barletta Calcio byl jim odečten 1 bod.

|  | Přímý postup do Serie B 2012/13                    |
|  | Play off                                           |
|  | Play out                                           |
|  | Přímý sestup do Lega Pro Seconda Divisione 2012/13 |

### Play off
Boj o postupující místo do Serie B.

#### Semifinále
US Cremonese – Trapani Calcio 1:1, 1:1

SS Virtus Lanciano 1924 – AS Siracusa 1:0, 2:2

#### Finále
SS Virtus Lanciano 1924 - Trapani Calcio 1:1, 3:1
Postup do Serie B 2012/13 vyhrál tým SS Virtus Lanciano 1924.

### Play out
Boj o udržení v Lega Pro Prima Divisione.
Piacenza FC – AC Prato 1:0, 0:1

US Latina Calcio – US Triestina Calcio 2:0, 2:2
Sestup do Lega Pro Seconda Divisione 2012/13 měli kluby Piacenza FC a US Triestina Calcio.